# The Fresh Prince of Bel-Air
The Fresh Prince of Bel-air (bra: Um Maluco no Pedaço; prt: O Príncipe de Bel-Air) é uma sitcom americana criada por Andy e Susan Borowitz. Foi produzida por Quincy Jones e exibida originalmente pela rede NBC, de setembro de 1990 até maio de 1996. A série fez muito sucesso e foi responsável por revelar o ator Will Smith. No Brasil, a série estreou no SBT no dia 19 de março de 2000. Foi exibida também pelo canal pago Nickelodeon no bloco noturno Nick@Nite. Atualmente a série é exibida na TNT. Após ter ficado 8 anos fora da TV Aberta, o SBT readquiriu os direitos da série em 21 de dezembro de 2022, e voltou à programação desde o dia 14 de janeiro de 2023, dentro do programa Sábado Série.Também era exibido para o SBT São Paulo e praças sem programação local de segunda a sexta às 12h.
The Fresh Prince of Bel-Air teve 148 episódios ao longo de seis temporadas. Uma reunião especial do elenco original estreou na HBO Max em 18 de novembro de 2020. Bel-Air, um reboot dramático da série baseado em um fan film homônimo, entrou em produção em 2021 e atualmente conta com 3 temporadas, todas produzidas pela Peacock.

## Sinopse
Através de situações engraçadas, a série mostra os conflitos de valores de uma sociedade marcada por problemas raciais, como a norte-americana, onde o humor impagável de Will leva todos os seus parentes ao limiar da loucura. Após uma briga com valentões drogados na cidade de Filadélfia, a mãe de Will (Vernee Watson-Johnson), temendo que o futuro do filho passasse pelo mundo do crime, resolve enviá-lo para a mansão de sua irmã Vivian (Janet Hubert-Whitten nas três primeiras temporadas; Daphne Maxwell Reid a partir da quarta temporada), uma professora, e de seu cunhado Phillip Banks (James Avery) marido de Vivian e advogado (que depois se tornou juiz), muito bem estabelecido, que mora no elegante e luxuoso bairro de Bel-Air em Los Angeles, para que o filho possa ter uma educação de alto nível. No início, Will não se dá muito bem, pois sendo um garoto humilde, vindo de um bairro pobre, comporta-se de maneira inadequada, além de se mostrar desinteressado pelos estudos e ainda provocar várias trapalhadas aos tios e primos na sofisticada casa, em Bel-Air, mas com o tempo, percebe que precisa se adaptar aos bons costumes da família, o que lhe gera algumas dificuldades, mas faz com que ele e seus parentes se entendam apesar das diferenças.

## Produção

### Desenvolvimento
Will Smith começou a chamar a atenção dos produtores pelas suas performances em videoclipes e em 1989, quando queria investir na carreira de ator, conheceu Benny Medina, um executivo da Warner, que procurava um rapaz jovem  para uma nova série de televisão. A trama seria sobre a vida de um rapaz oriundo de um bairro pobre de Filadélfia que vai morar na badalada e elegante Bel-Air. Após uma série de conversações, com sugestões do próprio Will e aprovação dos executivos da NBC, em 1990 foi iniciada a série The Fresh Prince of Bel-Air, na qual ele interpretava um personagem baseado em si próprio, ou seja, Will Smith. Will Smith conheceu sua esposa Jada Pinkett Smith (a Niobe de Matrix Reloaded), no set de filmagens da série. A atriz estava fazendo um teste para interpretar a namorada do rapper no seriado. Não ganhou o papel, mas conheceu o futuro marido.
O episódio piloto começou a gravar em 1 de maio de 1990. O tema, que é o rap "The Fresh Prince", foi escrito e realizado por Smith sob o seu nome artístico. A música foi composta por QDIII (Quincy Jones III), que é creditado com Smith no final de cada episódio. A mansão usada para para os lados exteriores da "Mansão Banks" está no bairro de Brentwood de Los Angeles, Califórnia, e foi construído em 1937. Interiores foram filmados em um estúdio de som em conjuntos pré-fabricados. Após a 1ª Temporada, os conjuntos de mansões foram totalmente reconstruída. Na segunda temporada, os utensílios de cozinha e sala de estar foram reconstruídas muito maior com um estilo mais contemporâneo e foram conectados diretamente por um arco, permitindo cenas a ser filmado continuamente entre os conjuntos.

## Elenco
= Elenco principal (creditado) 
     = Elenco recorrente (4+)
| Will Smith           | Will Smith              | Principal | Principal | Principal | Principal | Principal | Principal |
| James Avery          | Philip Banks            | Principal | Principal | Principal | Principal | Principal | Principal |
| Janet Hubert-Whitten | Vivian Banks            | Principal | Principal | Principal |           |           |           |
| Daphne Maxwell Reid  | Vivian Banks            |           |           |           | Principal | Principal | Principal |
| Alfonso Ribeiro      | Carlton Banks           | Principal | Principal | Principal | Principal | Principal | Principal |
| Karyn Parsons        | Hilary Banks            | Principal | Principal | Principal | Principal | Principal | Principal |
| Tatyana M. Ali       | Ashley Banks            | Principal | Principal | Principal | Principal | Principal | Principal |
| Joseph Marcell       | Geoffrey/Jeffrey Butler | Principal | Principal | Principal | Principal | Principal | Principal |

### Recorrente
| DJ Jazzy Jeff         | Jazz                           | Recorrente | Recorrente | Recorrente | Recorrente | Recorrente | Recorrente |
| Ross Bagley           | Nicky Banks                    |            |            |            | Recorrente | Recorrente | Recorrente |
| Vernee Watson-Johnson | Viola "Vy" Smith               | Recorrente | Recorrente | Recorrente | Recorrente | Recorrente | Recorrente |
| Michael Weiner        | Kellogg "Cornflake" Lieberbaum | Recorrente | Recorrente |            |            |            |            |
| Lisa Fuller           | Toni                           | Recorrente |            |            |            |            |            |
| Jenifer Lewis         | Helen Smith                    |            | Recorrente | Recorrente | Recorrente | Recorrente | Recorrente |
| Charlayne Woodard     | Janice Smith                   |            | Recorrente | Recorrente |            |            |            |
| Perry Moore           | Tyriq "Ty" Johnson             |            | Recorrente |            |            |            |            |
| Brian Stokes Mitchell | Trevor Collins-Newsworthy      |            |            | Recorrente |            |            |            |
| Tyra Banks            | Jacqueline "Jackie" Ames       |            |            |            | Recorrente |            |            |
| Nia Long              | Beullah "Lisa" Wilkes          |            |            |            |            | Recorrente |            |

## Convidados especiais
A série é conhecida por ter uma forte presença de celebridades convidadas, com mais de 40 famosos  convidadas ao longo das temporadas. As temporadas 1 e 6 tiveram a maior participação de celebridades, com mais de 10 estrelas convidadas por episódio.
| Celebridade          | Episódio                  | Notas |
| -------------------- | ------------------------- | --- |
| Richard Roundtree    | Temporada 1, Episódio 3   | Dr. Mumford, pai do interesse amoroso de Will. Também interpretou Rev. Sims, um reverendo que se mostra interessado em Vivian na 6ª temporada. |
| Don Cheadle          | Temporada 1, Episódio 5   | Ice Tray, melhor amigo de Will na Filadélfia que vai visitá-lo em Bel Air. Detestado principalmente por Carlton, mas querido pela maioria apesar de seu comportamento vulgar, acaba tendo um affair com Hillary, contra a vontade de seus pais. |
| Bo Jackson           | Temporada 1, Episódio 9   | Ele mesmo. Will o descreve como um grande amigo em uma história inventada por ele. |
| Heavy D              | Temporada 1, Episódio 9   | Ele mesmo. Will o descreve como um grande amigo em uma história inventada por ele. |
| Quincy Jones         | Temporada 1, Episódio 9   | Ele mesmo. Will o descreve como um grande amigo em uma história inventada por ele. |
| Al B. Sure           | Temporada 1, Episódio 9   | Ele mesmo. Will o descreve como um grande amigo em uma história inventada por ele. |
| Kadeem Hardison      | Temporada 1, Episódio 9   | Ele mesmo. Will o descreve como um grande amigo em uma história inventada por ele. |
| Naomi Campbell       | Temporada 1, Episódio 10  | Helen, namorada que Will arranja para Jeffrey, mas acaba se interessando pela mesma. |
| Isiah Thomas         | Temporada 1, Episódio 11  | Ele mesmo. |
| Evander Holyfield    | Temporada 1, Episódio 15  | Ele mesmo. Arruma encrenca com Will que só é apartada pela intervenção de Hillary, que o convidou para a ceia de natal. |
| Vivica A. Fox        | Temporada 1, Episódio 19  | Janet, irmã de Jazz que sai em um encontro com Will e se revela muito mandona. Somente Carlton conseque colocá-la e seu lugar |
| Jasmine Guy          | Temporada 1, Episódio 21  | Kayla Samuels, uma das alunas de Vivian que tem um breve affair com Will, nisso, suas boas notas despencam. |
| Tevin Campbell       | Temporada 1, Episódio 24  | Little T, ídolo de Ashley que é convidado para seu aniversário, e depois os dois saem num encontro romântico. O próprio Tevin Campbell é citado em outros episódios pelo próprio nome. |
| Queen Latifah        | Temporada 1, Episódio 25  | Marissa Redman, chefe de Hillary que se aproveita do fato de ser uma grande estrela de Hollywood para se sentir superior ás pessoas, nisso, trata Hillary com descaso, até que se apaixona por Will e exige que Hillary arme um encontro entre os dois, mas Will só aceita sair com Marissa na condição de que Hillary saia com Jazz, o que resulta num encontro duplo. Na segunda temporada, no episódio 8, interpretou "Dee Dee", uma garota simpática e de bom papo por quem Will se interessa, visto que os dois têm muito em comum, mas tem receio de sair com ela em público por ela ser acima do peso e poder gerar comentários. |
| Tisha Campbell       | Temporada 2, Episódio 1   | Kathleen, namorada de Will apenas neste episódio. No início, os dois são bastante afetuosos um com o outro, mas descobrem que se conhecem pouco. |
| Diedrich Bader       | Temporada 2, Episódio 6   | Frank Shaeffer, noivo branco da jovem Tia Janice, que é alvo do estranhamento da família. Na terceira temporada, seu papel é vivido por Robert Torti, no único episódio em que aparece. |
| Malcolm-Jamal Warner | Temporada 2, Episódio 9   | Eric, interesse amoroso de Hilary. |
| Zsa Zsa Gabor        | Temporada 2, Episódio 10  | Sonya Lamor, uma famosa cliente do Tio Phill. |
| Bell Biv DeVoe       | Temporada 2, Episódio 11  | Ele mesmo. |
| Brandon Quintin      | Temporada 2, Episódio 12  | Bryan, amigo de Ashley. O personagem retorna na quarta temporada. |
| Allen Payne          | Temporada 2, Episódio 15  | Marcus, rival de Will no basquete. |
| Milton Berle         | Temporada 2, Episódio 18  | Max Lakey, um idoso que divide o quarto de hospital com Will. |
| Sherman Hemsley      | Temporada 3, Episódio 6   | Juiz Carl Robertson, rival do Tio Phill durante a terceira temporada. Retorna como George Jefferson na sexta temporada. |
| Oprah Winfrey        | Temporada 3, Episódio 9   | Ela mesma. A família Banks é convidada especial de seu programa, sendo que Phillip é candidato a juiz do tribunal superior. |
| Vanessa Williams     | Temporada 3, Episódio 11  | Danny Mitchell, repórter esportiva que é colega do curso de gestante de Vivian. Will é seu grande fã. Os dois ficam presos em um engarrafamento quando ela acaba dando à luz dentro do carro. |
| Naya Rivera          | Temperada 3, Episódio 16  | Cindy, a irmãzinha ideal imaginada por Hilary. |
| Kim Fields           | Temporada 3, Episódio 17  | Monique, namorada com quem Will pretende fazer amor, ao que ela alega que só fará depois de casada, e Will arma um casamento falso para tal. Will paga um preço caro quando a moça descobre a farsa. |
| Tom Jones            | Temporada 3, Episódio 18  | Ele mesmo. Age como anjo da guarda de Carlton numa visão. |
| Riddick Bowe         | Temporada 3, Episódio 21  | Valentão que confronta Carlton num cassino á beira de estrada, cabendo a Will defender o primo. |
| DL Hughley           | Temporada 3, Episódio 22  | Keith Campbell, amigo comediante de Will da Filadélfia. Vai á Bel-Air para tentar a carreira de humorista. |
| Hugh Hefner          | Temporada 4, Episódio 9   | Ele mesmo. Convida Hillary para posar para a revista Playboy. |
| Robin Quivers        | Temporada 4, Episódio 12  | Judith, um dos fantasmas jogando cartas no pesadelo de Will. |
| Boyz II Men          | Temporada 4, Episódio 13  | Eles mesmos. São convidados por Will para cantar no batizado de seu primo Nick. |
| Branford Marsalis    | Temporada 4, Episódio 14  | Ele mesmo. Aparece como "Duane" na mesma temporada, episódios antes. |
| Stacey Dash          | Temporada 4, Episódio 17  | Michelle Michaels, uma famosa cantora/celebridade que visita o campus da ULA e acaba tendo um affair com Will. |
| Robert Guillaume     | Temporada 4, Episódio 19  | Pete Fletcher, chefe de Will numa concessionária. |
| Ben Vereen           | Temporada 4, Episódio 24  | Lou Smith, pai de Will. |
| Donald Trump         | Temporada 4, Episódio 25  | Ele mesmo. Visita a casa dos Banks interessado em comprá-la. |
| Marla Maples         | Season 4, Episode 25      | Ela mesma. Aparece acompanhando Donald Trump. |
| Dick Clark           | Temporada 4, Episódio 26  | Ele mesmo. Revela-se frequentador assíduo da lanchonete onde Will frequentava quando mais novo na Filadélfia. Retorna no episódio 19 da sexta temporada. |
| Brad Garrett         | Temporada 5, Episódio 5   | John "Fingers" O'Neill. Assassino condenado que persegue Will desde a Filadélfia, cabendo a ele e sua família se esconderem numa favela do Alabama. |
| Kareem Abdul Jabbar  | Temporada 5, Episódio 6   | Ele mesmo. |
| Don Cornelius        | Temporada 5, Episódio 8   | Ele mesmo. Comanda o aniversário do Trem do Soul. |
| Ken Griffey Jr.      | Temporada 5, Episódio 9   | Ele mesmo. Revela-se amigo de Will e interesse amoroso de Hillary. |
| Jay Leno             | Temporada 5, Episódio 10; | Ele mesmo. Processa Will por calúnia e difamação após ser alvo de polêmicas por causa de uma postagem suspeita. |
| Isabel Sanford       | Temporada 5, Episódio 17  | Louise Jefferson, paciente da terapia de casal. Retorna na sexta temporada. |
| Isaac Hayes          | Temporada 5, Episódio 18  | O Mininstro, que por acaso é um imitador de Isaac Hayes, designado para oficializar o casamento expresso de Will. |
| Robin Givens         | Temporada 5, Episódio 23  | Denise, interesse amoroso de Will. |
| Chris Rock           | Temporada 6, Episódio 2   | Maurice, um famoso ator contratado para o programa de Hillary. Também interpreta Jasmine, a irmã de Maurice, no mesmo episódio. |
| B. B. King           | Season 6, Episode 4       | Pappy, o cantor de blues de um bar onde Carlton lamenta seu fracasso em Princeton. |
| Jaleel White         | Temporada 6, Episódio 7   | Derek, antigo namorado de Ashley que retorna interessado em fazer amor com ela. |
| Wayne Newton         | Temporada 6, Episódio 8   | Ele mesmo. |
| Regis Philbin        | Temporada 6, Episódio 21  | Ele mesmo. |
| William Shatner      | Temporada 6, Episódio 22  | Ele mesmo. |
| Conrad Bain          | Temporada 6, Episódio 24  | Sr. Drummond, pai adotivo de Arnold Jackson da série Phillip Drummond, que quer comprar a mansão Banks. |
| Gary Coleman         | Temporada 6, Episódio 24  | Arnold Jackson da série Arnold Jackson-Drummond, aparece com seu pai querendo comprar a mansão Banks. |
| Marla Gibbs          | Temporada 6, Episódio 24  | Florence Johnston, possível compradora da mansão Banks. |

## Lançamentos em DVD
Warner Home Video lançou a série completa, da 1ª a 6ª Temporada Os episódios e menus de DVD são em inglês; apenas a embalagem de DVD é em alemão.
| Nome do DVD                   | Ep # | Data de Lançamento      | Data de Lançamento      | Data de Lançamento    |
| Nome do DVD                   | Ep # | região 1                | região 2                | região 3-4            |
| ----------------------------- | ---- | ----------------------- | ----------------------- | --------------------- |
| A Primeira Temporada Completa | 25   | 8 de fevereiro de 2005  | 21 de fevereiro de 2005 | 13 de abril de 2005   |
| A Segunda Temporada Completa  | 24   | 11 de outubro de 2005   | 21 de novembro de 2005  | 1 de março de 2006    |
| A Terceira Temporada Completa | 24   | 14 de fevereiro de 2006 | 26 de junho de 2006     | 9 de agosto de 2006   |
| A Quarta Temporada Completa   | 26   | 8 de agosto de 2006     | 22 de janeiro de 2007   | 6 de dezembro de 2006 |
| A Quinta Temporada Completa   | 25   | 11 de Maio de 2010      | 18 de junho de 2010     | TBA                   |
| A Sexta Temporada Completa    | 24   | 19 de abril de 2011     | 6 de maio de 2011       | TBA                   |

## Exibição
No Brasil, The Fresh-Prince of Bel-Air foi transmitida por vários anos na faixa do meio-dia no SBT, marcando uma geração. No livro "Bem-me-quer", de Lucas Andrade, há uma referência dessa exibição num diálogo entre os personagens Luan e Paloma quando eles falam sobre a mascote da escola onde estudavam, que recebeu o nome de Ashley por causa da série.
A estreia no SBT ocorreu em 19 de março de 2000, aos domingos, no horário de 11h30. Na programação diária foi em 10 de julho de 2000, no horário de 13h. O recorde de audiência da série, segundo dados do IBOPE foi 21 pontos de média contra 14 pontos da Globo, que exibia o Vídeo Show, em 16 de maio de 2001, de 13h55 às 14h24.
Durante 15 anos foi exibida por vários horários na programação do SBT, até que em 10 de março de 2015 a série foi exibida pela última vez no horário do almoço; e em 21 de março de 2015 foi exibida pela última vez de madrugada na sessão Ataque de Risos. A série ficou oito anos fora do ar; até que o SBT recuperou os direitos de exibição, e em 14 de janeiro de 2023, Um Maluco no Pedaço retornou à programação do canal na sessão Sábado Série.
A série estreou no Multishow em 5 de abril de 2021. Em 5 de setembro de 2021 estreou no TNT.

## Reboot
Em 13 de agosto de 2015, foi relatado que um reboot da série estava em desenvolvimento pela Overbrook Entertainment, com Will Smith servindo como um produtor. E em 11 de Agosto de 2020 foi confirmado que Will Smith fará o reboot da série em forma de Drama, e terá como integrantes ex-produtores da série, além do roteirista Chris Collins  e Morgan Cooper, autor do trailer do filme fan-made Bel-Air, que será um dos diretores e co-produtores.

## Prêmios
| Ano  | Resultado | Prêmio             | Categoria                                    | Indicado(s)                |
| ---- | --------- | ------------------ | -------------------------------------------- | -------------------------- |
| 1991 | Vencedor  | Blimp Award        | Ator Mais Popular                            | Will Smith                 |
| 1991 | Vencedor  | Young Artist Award | Melhor Série Familiar Melhor Atuação Juvenil | Tatyana Ali                |
| 1992 | Indicado  | Young Artist Award | Melhor Aparição Melhor Comediante Infantil   | Tevin Campbell Tatyana Ali |
| 1993 | Indicado  | Globo de Ouro      | Melhor Ator em Comédia ou Musical            | Will Smith                 |
| 1993 | Vencedor  | Image Award        | Melhor Série                                 |                            |
| 1993 | Indicado  | Young Artist Award | Melhores Atuações Infantis                   | Tatyana Ali Larenz Tate    |
| 1994 | Indicado  | Teen Choice Award  | Melhor Comédia                               |                            |
| 1994 | Vencedor  | TP de Oro          | Melhor Série Estrangeira                     |                            |
| 1994 | Indicado  | Young Artist Award | Melhor Performance Infantil                  | Tatyana Ali                |